# Andreas Masius
Andreas Masius of Andreas Maes (Lennik, 30 november 1514 - Zevenaar, 7 april 1573) was een humanist, rechtsgeleerde, diplomaat, katholiek priester, exegeet, en als taalkundige een vooraanstaand geleerde in de oriëntalistiek.
Masius werd in Lennik (Goudveerdegem) in Brabant geboren. Na zijn vooropleiding studeerde hij in Leuven, onder meer aan het befaamde Collegium Trilingue. In 1533 slaagde hij er als de beste van 107 medestudenten. Daarna volgde hij recht, Grieks en Hebreeuws.
Na zijn studie in Leuven werd Masius secretaris van Johannes von Weeze, prins-bisschop van Konstanz en de voornaamste raadgever van Keizer Karel V. 

Na het plotse overlijden van de bisschop tijdens zijn aanwezigheid bij de Rijksdag van Augsburg in juni 1548 vertrok Masius naar Rome, waar hij de Curie diplomatieke diensten verleende voor Duitse vorsten, vooral voor hertog Willem V van Kleef de Rijke en Gerwig Blarer, de abt van Weingarten. Hij adviseerde er ook de Vaticaanse Bibliotheek.
In een tijd van godsdienstige conflicten, waarin religieuze tolerantie een enorm probleem was, hield hij als diplomaat alle lijnen open. Zo onderhandelde hij onder anderen met de gevreesde Spaanse bevelhebber in de Nederlanden, de hertog van Alva.

## Een eigen universiteit
Tijdens zijn verblijf in Rome maakte Masius van de gelegenheid gebruik om rijke boekverzamelingen te onderzoeken. Verder zocht hij contact met geleerden, onder wie Guillaume Postel, bij wie hij Arabisch studeerde, en Moses van Mardin, een priester van het patriarchaat van Antioch, bij wie hij Syrisch studeerde. Zo werd hij een van de eerste Syrologen en op dat vlak een autoriteit in Europa.
Masius beheerste naast zijn moedertaal maar liefst tien talen en leverde een onschatbare bijdrage aan het vertalen van (religieuze) geschriften (waaronder De Paradiso van Moses Bar-Kepha) en Oosterse documenten. Masius had schriftelijke contacten met geleerden in Italië, Duitsland, Spanje en de Nederlanden, voor wie hij een vraagbaak werd.
Hij werkt ook mee aan de wereldberoemde uitgave van de koninklijke Biblia Polyglotta door Plantijn.
In 1555 kreeg hij van de paus toestemming om een universiteit in Duisburg te stichten.

## Einde priesterschap
Hoelang Masius in Rome leefde, is niet duidelijk. In 1558 arriveerde hij in Kleef waar hij, nadat hij afstand deed van zijn priesterschap, in het huwelijk trad. Samen met zijn echtgenote vestigde hij zich in Zevenaar, dat toen bij het hertogdom Kleef hoorde.
Masius had schriftelijke contacten met geleerden in Italië, Duitsland, Spanje en de Nederlanden, voor wie hij een vraagbaak werd.
In de laatste jaren van zijn leven liet Masius boekwerken publiceren, waaronder Grammatica linguae syricaein en het woordenboek Syrorum Peculium. Hoc est, vocabula apud Syros scriptores passim vsurpata door de toonaangevende Antwerpse boekdrukkerij Plantijn.
Een deel van Masius’ handschriften en notities is verloren gegaan in de brand van de Leuvense universiteitsbibliotheek tijdens de Eerste Wereldoorlog.

## Herinnering
Na een langdurige ziekte stierf hij op 7 april 1573 in Zevenaar. Vierhonderd jaar later werd in het stadshart van Zevenaar een plein naar deze geleerde genoemd.
In juli 1962 werd naar hem in Lennik de heemkundige Andreas Masiuskring opgericht. In juni 1978 werd een plein in het centrum van Lennik naar hem genoemd.